# Nero (przedsiębiorstwo)
Nero AG – niemiecka firma zajmująca się tworzeniem oprogramowania głównie do nagrywania płyt CD oraz DVD (Nero Burning ROM oraz jego uproszczona wersja Nero Express).
Firma została założona przez Richarda Lessera w 1995 roku pod nazwą Ahead Software AG. W maju 2005 roku ze względu na bardzo dużą popularność jej programu Nero Burning ROM zmieniła nazwę na Nero AG.
Sztandarowym produktem Nero AG jest pakiet programów Nero, który doczekał się już wersji oznaczonej liczbą 15. Zawiera on nie tylko programy do nagrywania płyt CD i DVD, ale także m.in. program do odtwarzania multimediów – Nero ShowTime, do edycji wideo – Nero Vision, do edycji fotografii – Nero PhotoSnap, do zarządzania plikami multimedialnymi – Nero Home.